# Enyalioides microlepis
Espèce
Synonymes
- Enyalius microlepis O’Shaughnessy, 1881

Enyalioides microlepis est une espèce de sauriens de la famille des Hoplocercidae.

## Répartition
Cette espèce se rencontre au Pérou, en Équateur et en Colombie.

## Publication originale
- O'Shaughnessy, 1881 : An account of the collection of lizards made by Mr. Buckley in Ecuador, and now in the British Museum, with descritions of the new species. Proceedings of the Zoological Society of London, vol. 1881, p. 227-245 (texte intégral).